# Chubut, libertad y tierra
 Chubut, libertad y tierra es una película documental de Argentina filmada en colores dirigida por Carlos Echeverría sobre su propio guion que se estrenó el 4 de julio de 2019 y que tuvo como actores principales a.

## Sinopsis
Investigación centrada en la vida del médico, militante de la  Unión Cívica Radical Intransigente y diputado nacional por provincia de Chubut por el período 1960 a 1964, Juan Carlos Espina, que a inicios de la década de 1960 impulsó en esa provincia una reforma agraria que entregara a mapuches de la zona las tierras en manos de una compañía británica.

## Críticas
Horacio Bernades en Página 12 opinó:

”… Nahue (tal el apodo de la chica) recorre una larga distancia pero jamás se sabrá qué es lo que ese traslado, y la reconstrucción posterior de la figura de su abuelo, producen en ella… no es un personaje dramático. Apenas el agente elegido para contar la historia del doctor Espina… Lo que cuenta Chubut, libertad y tierra es bastante más que la historia del médico de familia...Echeverría se las ingenia para contar la historia de los trenes..., de la colonización...en la Patagonia, de la relación entre la corona británica y los gobiernos locales,...de los habitantes originarios … y eso es apenas una parte. Una montaña de temas...cuya exposición tiene entre otras la virtud de no volverse agotadora. Sin embargo, el rostro y la voz en off de la no-protagonista no comunican interés o pasión por lo que se está contando, sino abulia, languidez, incomodidad incluso. el... espectador...recibe así un doble mensaje antagónico: el de una historia que se adivina rica, dramática y apasionante y el de una “protagonista” que, más que haber tomado la decisión de ir en busca de su abuelo parece haber respondido sin mucho entusiasmo a un pedido del realizador.”

Adrian C. Martínez en La Nación escribió:

” Nahue…recorriendo paisajes silvestres y poblaciones indígenas…va componiendo la trayectoria de su antecesor, que vivió durante una época nefasta para la historia argentina. Diálogos con quienes la conocieron y fragmentos de diarios, de revistas y de noticieros de la época componen esta búsqueda plena de sugestión a la que el director Carlos Echeverría supo insuflarle el necesario aire poético que necesitaba esta ruta de Nahue, quien desea, en definitiva, ser un cálido retrato de ese abuelo siempre perdido en el tiempo.”